# Crossotus subocellatus
Crossotus subocellatus là một loài bọ cánh cứng trong họ Cerambycidae.